# ساكاي ماساتو
ساكاي ماساتو (باليابانية: 堺雅人، بالروماجي: Sakai Masato) ممثل ياباني. حاز على جائزة أفضل ممثل في الدورة 31 من مهرجان يوكوهاما للأفلام لفلمي كوهيو تايسا ونانكيوكو ريويورينين. وحاز أيضًا على جائزة أفضل ممثل مساعد في عام 2008م من جائزة نيكان سبورتز للأفلام وفي الدورة 33 من جائزة هوتشي للأفلام، وفي الدورة 51 من جوائز بلو ريبون. رشح أيضًا ماساتو لأفضل ممثل مساعد في الدورة 32 من جائزة اليابان الأكاديمية.

## الأعمال

### مسلسلات
| السنة     | العنوان       | الدور           |
| --------- | ------------- | --------------- |
| 2012–2013 | ليغل هاي      | كوميكادو كينسكي |
| 2013–2020 | هانزاوا ناوكي | ناوكي هانزاوا   |
| 2015      | دكتور رينتارو | رينتارو هينو    |

## جوائز
- أفضل ممثل لمهرجان الدراما الدولي في طوكيو 2014

## روابط خارجية
- ساكاي ماساتو على موقع IMDb (الإنجليزية)
- ساكاي ماساتو على موقع روتن توميتوز (الإنجليزية)
- ساكاي ماساتو على موقع ألو سيني (الفرنسية)
- ساكاي ماساتو على موقع أول موفي (الإنجليزية)
- ساكاي ماساتو على موقع قاعدة بيانات الفيلم (الإنجليزية)
- ساكاي ماساتو على موقع ليتربوكسد (الإنجليزية)
- ساكاي ماساتو على موقع كينوبويسك (الروسية)
- ساكاي ماساتو على موقع ANN person (الإنجليزية)